# (5868) Ohta
(5868) Ohta es un asteroide perteneciente al cinturón de asteroides, región del sistema solar que se encuentra entre las órbitas de Marte y Júpiter, descubierto el 13 de octubre de 1988 por Kin Endate y el también astrónomo Kazuro Watanabe desde el Observatorio de Kitami, Hokkaidō, Japón.

## Designación y nombre
Designado provisionalmente como 1988 TQ. Fue nombrado Ohta en homenaje a Kentaro Ohta, fue el encargado del diseño de telescopios ópticos en el Laboratorio Óptico de Gotoh durante años y actualmente dirige la sección de películas de gran formato. También ha escrito muchos artículos en revistas astronómicas para astrónomos aficionados.

## Características orbitales
Ohta está situado a una distancia media del Sol de 2,679 ua, pudiendo alejarse hasta 3,219 ua y acercarse hasta 2,138 ua. Su excentricidad es 0,201 y la inclinación orbital 3,130 grados. Emplea 1601,72 días en completar una órbita alrededor del Sol.

## Características físicas
La magnitud absoluta de Ohta es 14,2. Tiene 8,383 km de diámetro y su albedo se estima en 0,079. 